# Polystachya mzuzuensis
Polystachya mzuzuensis är en orkidéart som beskrevs av Phillip James Cribb och La Croix. Polystachya mzuzuensis ingår i släktet Polystachya och familjen orkidéer. Inga underarter finns listade i Catalogue of Life.